# 中山北路 (臺北市)

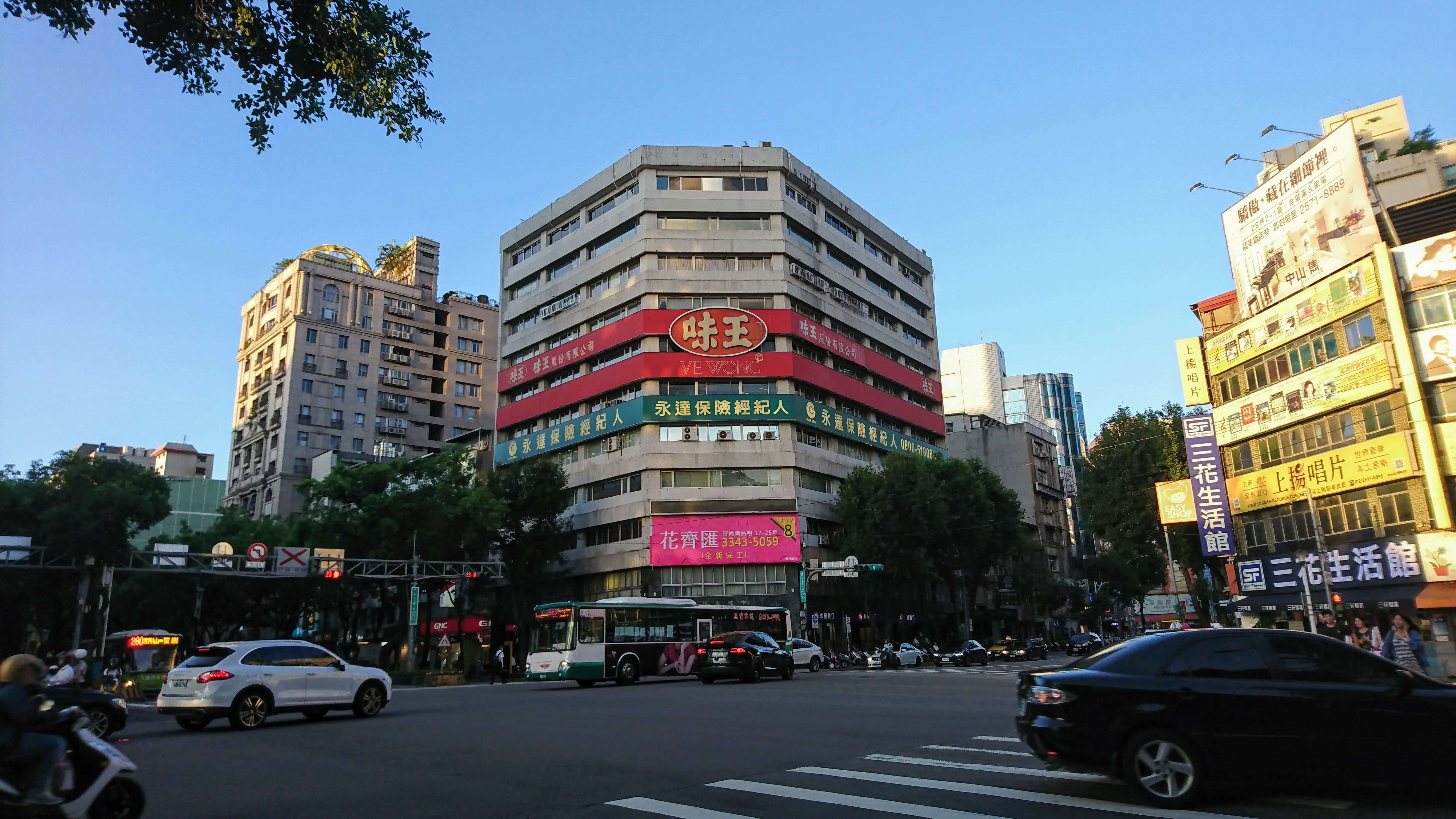
中山北路二段與民生東西路口

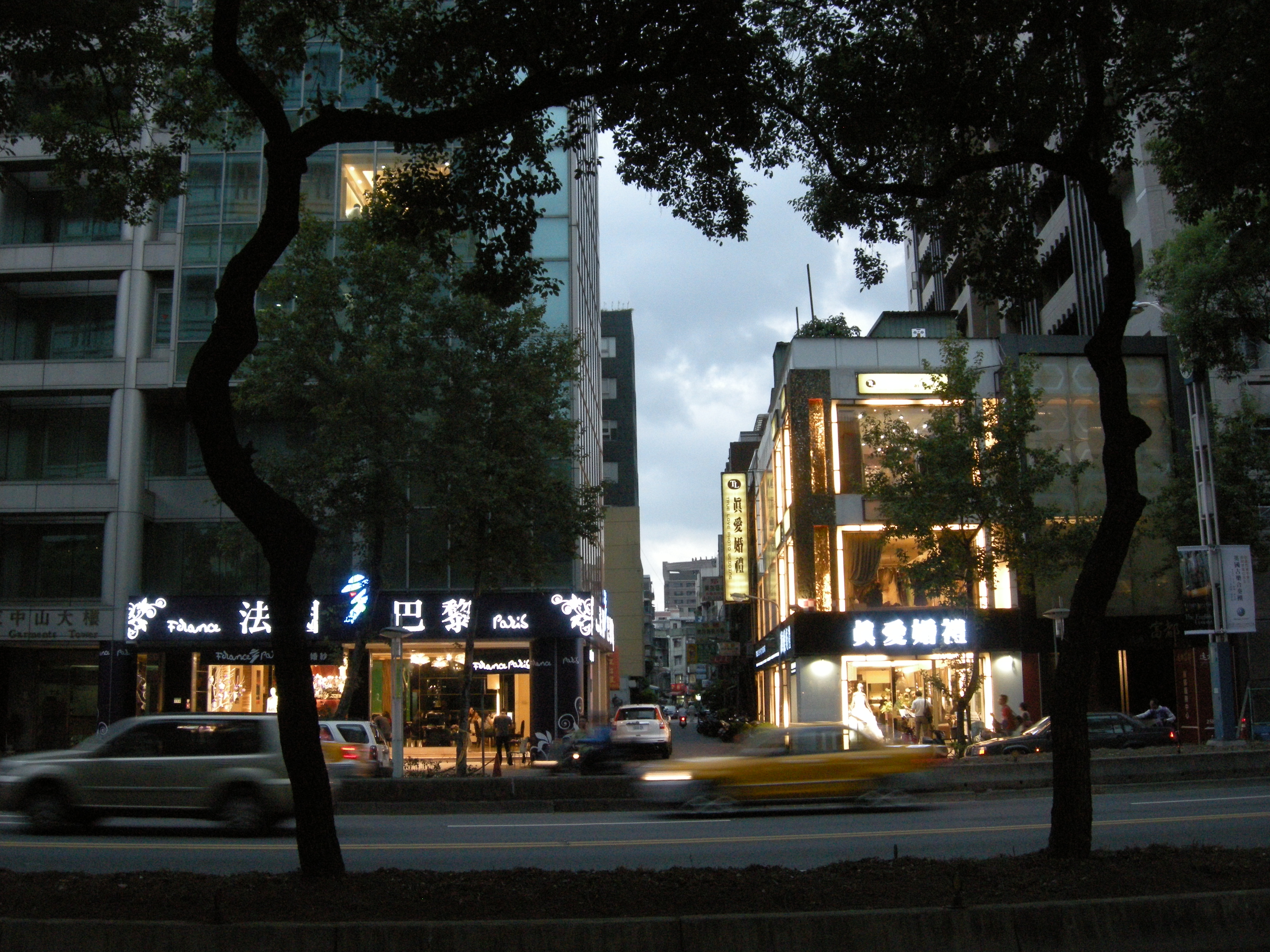
中山北路婚紗街

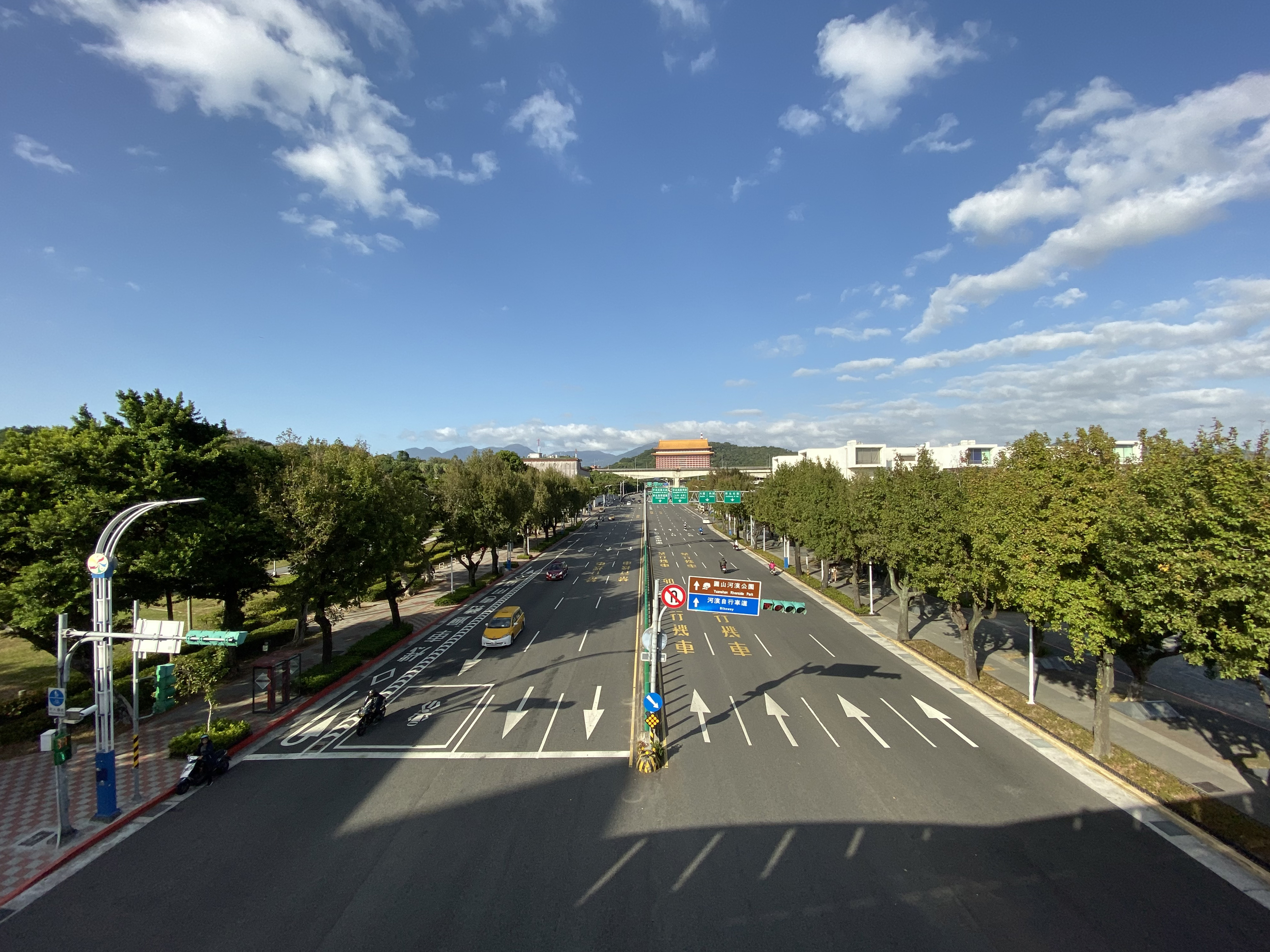
中山北路三段

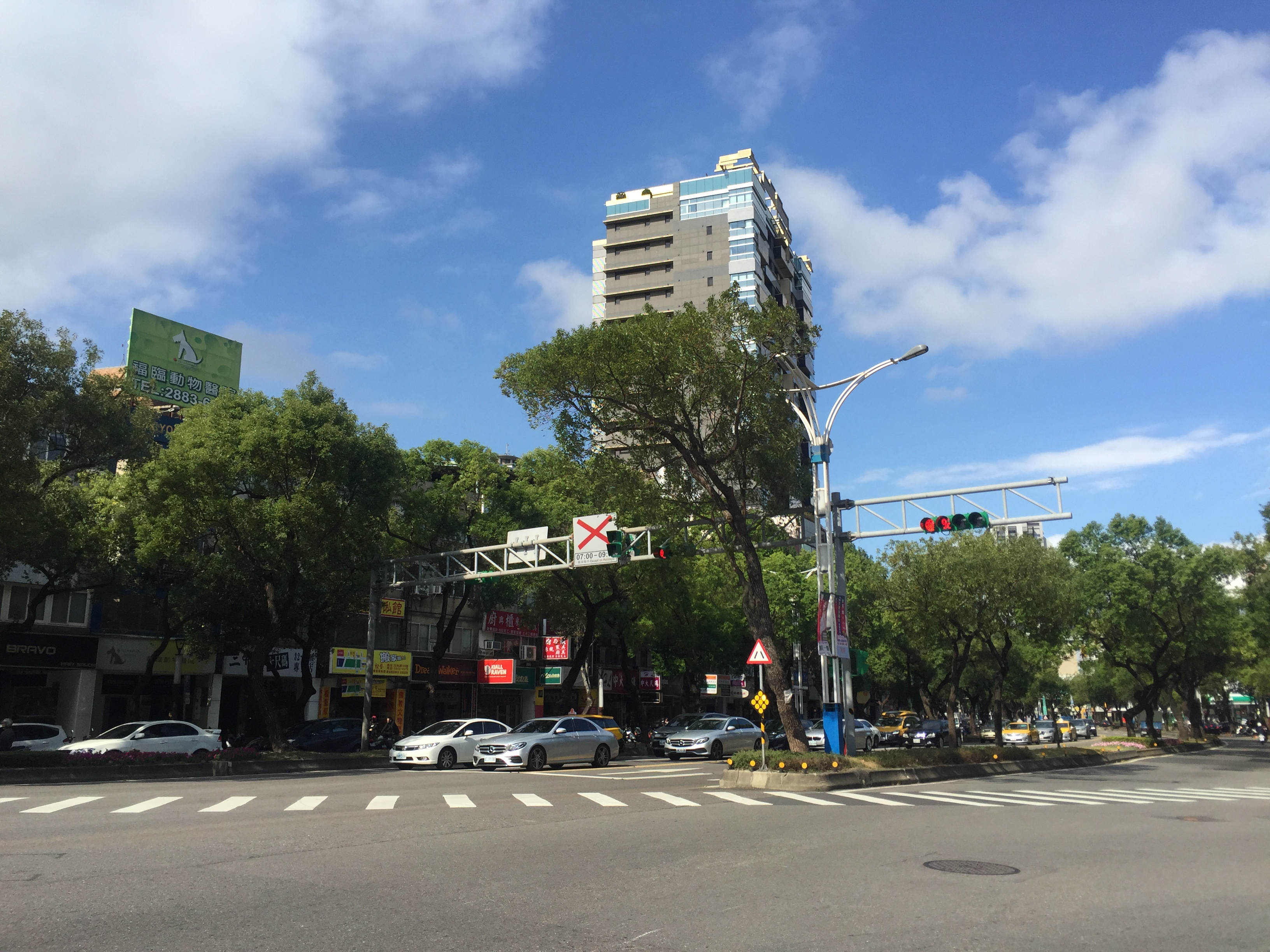
中山北路與福林路口

中山北路是臺灣臺北市重要的南北向幹道，自行政院前路口起始，往北經雙連、圓山過基隆河後，經士林、蘭雅至天母，全路分為七段；南端則與中山南路銜接。民權東西路口以南屬省道台1甲線，以北至福林路口屬台2甲線。中山北路三段靠近圓山段，在美軍駐台期間為美軍協防台灣司令部（USTDC）與美軍顧問團（MAAG）總部營區。
臺北市區的東西向幹道皆以中山北路為界，分為東路、西路；例如民族、民權、民生、南京、長安、忠孝等道路。為了方便外籍人士，臺北市政府曾將該道路與中山南路合編而以英語標為6th Ave.（第六大街）。

## 歷史

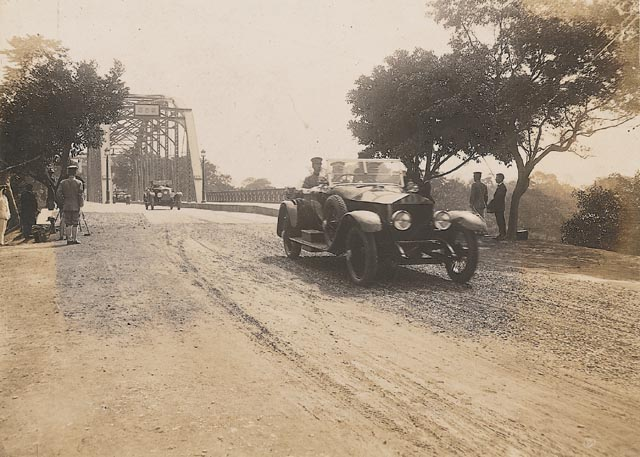
1923年4月日本攝政皇太子裕仁於抵臺第二天，從總督府（今總統府）出發，經敕使街道和第一代明治橋（今中山橋附近）赴臺灣神社

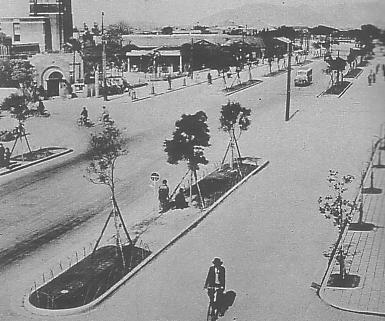
勅使街道

日治時代，此路稱作「敕使街道」，從台北車站出發，經此街道直達位於劍潭山的台灣神社祭拜。此街道也稱「御成街道」。
中山北路原本只到臺北市省轄市時代的市界為止，分為四段；升格直轄市後興建福林橋，將士林、蘭雅及天母原有道路相連，整編為五至七段。

## 分段
- 一段：忠孝東、西路口至南京東、西路口。市民大道以南屬中正區，以北屬中山區。
- 二段：南京東、西路口至民權東、西路口（精確的分界點是撫順街）。屬中山區。
- 三段：民權東、西路至中山橋，屬中山區。
- 四段：中山橋至士林、中山區界（圓山保齡球館南側）。車道屬士林區，東側人行道屬中山區。
- 五段：士林、中山區界至福林橋北端的福國路口，屬士林區。（原「中山路一段」）
- 六段：福國路口至天母廣場（天母東、西路口），屬士林區。（原「中山路二段」）
- 七段：天母廣場經天母圓環至水管路步道前（原「天母一路」[1]，大部分屬士林區，219巷3弄隔磺溪屬北投區）。

## 沿線設施
（由南往北）

### 中山北路一段
- 臺北復興橋郵局
- 國父史蹟紀念館、逸仙公園（46號）
- 興南吉發商業大樓
  - 衛生福利部中央健康保險署臺北業務組（7號1樓）
  - 遠流出版公司總部（11號13樓）

- 條通商圈（位於本路段的有33巷、53巷、83巷、105巷、121巷、133巷）
- 大車輪 日料岩酒所（2021年成立，93號）
- 林田桶店（1928年創立，108號）
- 臺北市政府警察局中山分局中山一派出所（110號1樓）
- 永漢大樓（152號）

### 中山北路二段
- 臺北市政府警察局中山分局（1號）
- 美而廉大樓（2號）
- 光點臺北（18號）
- 臺北老爺大酒店（37之1號）
- 晶華酒店（39巷3號）
- 麗晶精品（41號）
- 中山運動中心（44巷2號）
- 國際經貿中心大樓（46號）、臺灣土地銀行城東分行（46之2號）
- 路易威登台北旗艦店（47號）
- 捷運行政大樓（48巷7號，臺北市政府捷運工程局及臺北捷運公司合用）
- 蔡瑞月舞蹈研究社舊址（市定古蹟，48巷8、10號）
- GUCCI臺北旗艦店（49之3號）
- 臺灣人壽金融總部大樓（42號）
- 臺北富邦銀行中山大樓（50號）
- 彰化銀行總行（57號）
- 臺北中山意舍酒店（57-1號）
- 東南旅行社總公司（60號）
- 第一商業銀行中山大樓（61號）
- 臺北國賓大飯店（63號）
- 臺北市政府警察局中山分局中山二派出所（90號）
- 馬偕紀念醫院臺北院區（92號）
- 嘉新大樓（嘉新水泥總管理處，96號）
- 臺泥大樓（台泥總管理處，113號）
  - 臺北戲棚

- 富都大飯店（122號）
- 中山公民會館（128號）

### 中山北路三段
本路段因有不少婚紗攝影公司座落，而有「婚紗街」別名
- 大同公司總公司（22號）
- 撫順公園（為三角畸零地，無門牌）
- 晴光市場（主要範圍為農安街、雙城街的巷弄；臨中山北路三段）
- 小菲律賓區
- 金萬萬名店城（25號）
- 大同大學、私立大同高中（40號）
- 聖多福天主堂（51號）
- 海霸王中山店（59號，為海霸王旗艦店）
- 臺北市政府警察局中山分局圓山派出所（62號）
- 臺北廣播電台（62之2號4樓）
- 花博公園（中山美術公園）
- 王大閎自宅（153號）（美術公園內）
- 臺北市立美術館（181號）
- 臺北故事館（181之1號）
- 中山橋

### 中山北路四段
- 圓山大飯店（1號，屬中山區）
- 劍潭青年活動中心（16號，屬士林區）
- 圓山遺址
- 北安公園
- 劍潭公園

### 中山北路五段
- 圓山育樂中心（6號）
- 捷運劍潭站（65號）
- 銘傳大學（250號）
- 復興廣播電臺（280巷5號）
- 憲兵砲兵二二八營梅莊營區（300號）
- 臺北市政府消防局第四大隊劍潭分隊（376號）
- 臺灣電力公司臺北北區營業處（380號）
- 台灣中油福林站（465號）
- 士林官邸（地址位於福林路60號；臨中山北路五段470巷）
- 福林公園
- 福林公園地下停車場
- 中華民國自閉症基金會（841號4樓之2）
- 福林橋

### 中山北路六段
- 忠誠公園（忠誠路口）
- 太平洋SOGO天母店（77號）
- 士東國小（392號）
- 臺北日僑學校（785號）
- 臺北美國學校（800號）

### 中山北路七段
- 天母生活市集，公車天母廣場站（中山北路七段、天母東西路口）
- 天和公園（中山北路7段14巷與天母東路69巷交叉口）
- 天母國際會議中心資訊推廣學苑（113號）
- 東和公園（114巷23-13號）
- 臺北市立圖書館天母分館（154巷6號3樓、4樓）
- 天母白屋（181巷23號）
- 天母圓環
- 淨光寺（190巷113-3號）
- 台北市南海普陀山慧濟寺（190巷34-1號）
- 臺北市政府警察局士林分局天母派出所（192號）
- 水管路步道（位於七段底）
- 甲桂林山莊（位於七段219巷3弄）